# Une autre histoire (série télévisée)
Pour les articles homonymes, voir Une autre histoire (homonymie).
Une autre histoire est une série télévisée québécoise en 83 épisodes de 42 minutes créée par Chantal Cadieux, réalisée par Brigitte Couture et Jean Bourbonnais, et diffusée durant quatre saisons entre le 7 janvier 2019 et le 4 avril 2022 sur le réseau d'ICI Radio-Canada Télé.

## Synopsis
Anémone Leduc vient d'apprendre qu'elle est atteinte d'une forme héréditaire de la maladie d'Alzheimer à un stade précoce. Elle est veuve depuis un peu plus d'un an d'un homme avec qui elle a eu trois enfants. Sa vie est bousculée et elle doit prendre la décision de la dire ou non à ses trois enfants. Elle cache aussi un secret, une ancienne vie. Avant d'arriver où elle vit à Bellevue, elle s'est enfuie d'un conjoint violent en laissant derrière elle ses trois premiers enfants, déjà âgés, et a changé complètement d'identité avec l'aide de son amie bienveillante Lise.
L'annonce de la maladie va bouleverser la vie d'Anémone, la replongeant dans un passé refoulé et douloureux, avec des décisions importantes à prendre. 

## Distribution
- Marina Orsini : Anémone Leduc / Manon Bouchard
- Sébastien Ricard : Vincent Gagnon
- Danielle Proulx : Lise Beauregard
- Cynthia Trudel : Naëlle Joseph
- Marilou Morin : Karla Romero
- Mikhail Ahooja : Simon Romero
- Laurence Barrette : Olivia Romero
- Vincent Graton : Ronald « Ron » Blanchette
- Adam Kosh : Jean-Olivier Blanchette
- Debbie Lynch-White : Caroline Blanchette
- Benoît McGinnis : Sébastien Boissonneault
- Stéphane Jacques : Suzanne « Suzon » Mercier
- Guillaume Cyr : Benjamin Courchesne
- Marie Turgeon : Patricia Richard
- Marie-Laurence Moreau : Maryse Vézina
- Gabrielle Forcier : Ève Bertrand
- Patrice Godin : Émilien Desautels
- Widemir Normil : André Boissonneault
- Patricia Tulasne : Ruth Levac-Boissonneault
- Nathalie Coupal : Sophie Deschamps
- Laurence Latreille : Manon Bouchard
- Christian Essiambre : Ghyslain Thétrault
- Manuel Tadros : Claudio Romero
- Annabelle Guérin : Vivianne Blanchette-Courchesne
- Marion Vigneault : Savanna Blanchette-Courchesne
- Benoît Drouin-Germain : Alexander Pineau-Flore

## Fiche technique
- Titre original : Une autre histoire
- Création : Chantal Cadieux
- Réalisation : Brigitte Couture (60 épisodes), Jean Bourbonnais (20 épisodes) et Adam Kosh (13 épisodes)
- Productrice : Sophie Pelerin
- Société de production : Sphère Média
- Nombre de saisons : 4 (83 épisodes)
- Durée épisode : 42 minutes
- Diffusion : Du 7 janvier 2019 au 4 avril 2022 sur ICI Radio-Canada Télé

## Épisodes

### Première saison (2019)
Les épisodes, sans titres, sont numéroté de 1 à 23, et diffusés du 7 janvier au 25 mars 2019, puis du 9 septembre au 25 novembre 2019.

### Deuxième saison (2020)
Cette saison de vingt-quatre épisodes est diffusée du 6 janvier au 23 mars 2020, puis du 14 septembre au 30 novembre 2020.

### Troisième saison (2021)
Cette saison de douze épisodes est diffusée du 4 janvier au 22 mars 2021.

### Quatrième saison (2021-2022)
Cette saison de vingt-quatre épisodes est diffusée du 13 septembre au 4 avril 2022.

## Production
La série est tournée durant quatre saisons sur la Rive-Sud du Saint-Laurent, principalement à Varennes, et ses environs, figurant la municipalité de fiction de Bellevue.

## Accueil de la critique
Lors de la diffusion de la première saison, la série reçoit de bonnes critiques louant notamment l'inventivité protéiforme de la créatrice,, Chantal Cadieux autrice de nombreuses séries québécoises dont la remarquée Mémoires vives.